# آرنه بيديرسين
آرنه بيديرسين (و. 1917 – 1959 م) هو راكب دراجة هوائية دنماركي، ولد في كوبنهاغن، شارك في الألعاب الأولمبية الصيفية 1936، توفي في إيسبيرغ، عن عمر يناهز 84 عاماً.

## روابط خارجية
- آرنه بيديرسين على موقع أرشيف الدراجات (الإنجليزية)
- آرنه بيديرسين على موقع إحصائيات الدراجات الإحترافية (الإنجليزية)
- آرنه بيديرسين على موقع أوليمبيديا (الإنجليزية)